# Tonfano
Tonfano, all’origine “Tonfalo”, è una delle quattro località in cui è suddivisa la frazione di Marina di Pietrasanta, insieme a Fiumetto, Le Focette e Motrone.
Il nome deriva dal fiume che scorreva nella zona e che fu poi interrato.
Tonfano confina a nord con Fiumetto e a sud con Motrone.

## Storia
Tonfano fu, nel XIX secolo, la prima meta di insediamento fra le quattro località di Marina di Pietrasanta. I primi abitanti furono pescatori, che si insediarono presso la foce del fiume. Successivamente, anche coloro che possedevano già dal Settecento terreni nella zona costruirono ville e case vacanza dove si recavano nei mesi estivi per godere delle cure dei bagni di mare, moda dell’epoca.
Dopo la prima guerra mondiale, Tonfano divenne una stazione turistica con carattere balneare.

Durante la seconda guerra mondiale, i soldati americani si stabilirono a villa Rebua e villa Battelli, dove riuscivano a monitorare gli atterraggi dei piccoli aerei che fungevano da ricognitori sulla Linea Gotica.

Questa pista di atterraggio fu creata interrando il tratto del fiume Tonfano che passava per quella zona. Sparito il fiume, venne distrutto anche il ponte che collegava viale Carducci a via Versilia e sul quale passava la linea tranviaria.

## Territorio e bonifiche
Il territorio di Tonfano, come quello delle zone limitrofe, era all’origine una palude. Le prime opere di bonifica si ebbero nel Cinquecento ad opera di Cosimo I, ma il territorio rimase in gran parte paludoso almeno fino all’Ottocento.

Il fiume Tonfano era alimentato dalle risorgive della località di Vaiana, le cosi dette “polle di Vaiana”. Il tratto del fiume passava quasi in linea parallela al Fiumetto, per poi proseguire più a sud, seguendo il percorso dell’attuale via Tonfano, da cui prese il nome; sfociava poi all’altezza dell’attuale pontile.
Durante la seconda guerra mondiale iniziò il suo interramento, che portò poi alla completa sparizione del fiume. Soltanto il tratto parallelo al Fiumetto venne risparmiato, ma ben presto fu deviato e incanalato in quest’ultimo.

Nella zona costiera Tonfano presenta coste basse e sabbiose.

## Clima
Il clima di Tonfano rientra nella tabella delle medie climatiche di Marina di Pietrasanta: gli inverni sono miti e temperati e le estati calde. La temperatura media è 14,6 °C e il valore di piovosità media annuale è 939 mm.

Il mese più caldo è agosto, con una temperatura media di 23,1 °C, mentre con una temperatura media di 6,9 °C, gennaio è il mese più freddo. Perciò la variazione di temperature medie durante l’anno è di 16,2 °C.

Il mese più secco è luglio con una media di 26 mm di precipitazioni, mentre il mese più piovoso è ottobre con una media di 121 mm di precipitazioni. La differenza di precipitazioni medie è quindi 95 mm.

## Economia e turismo

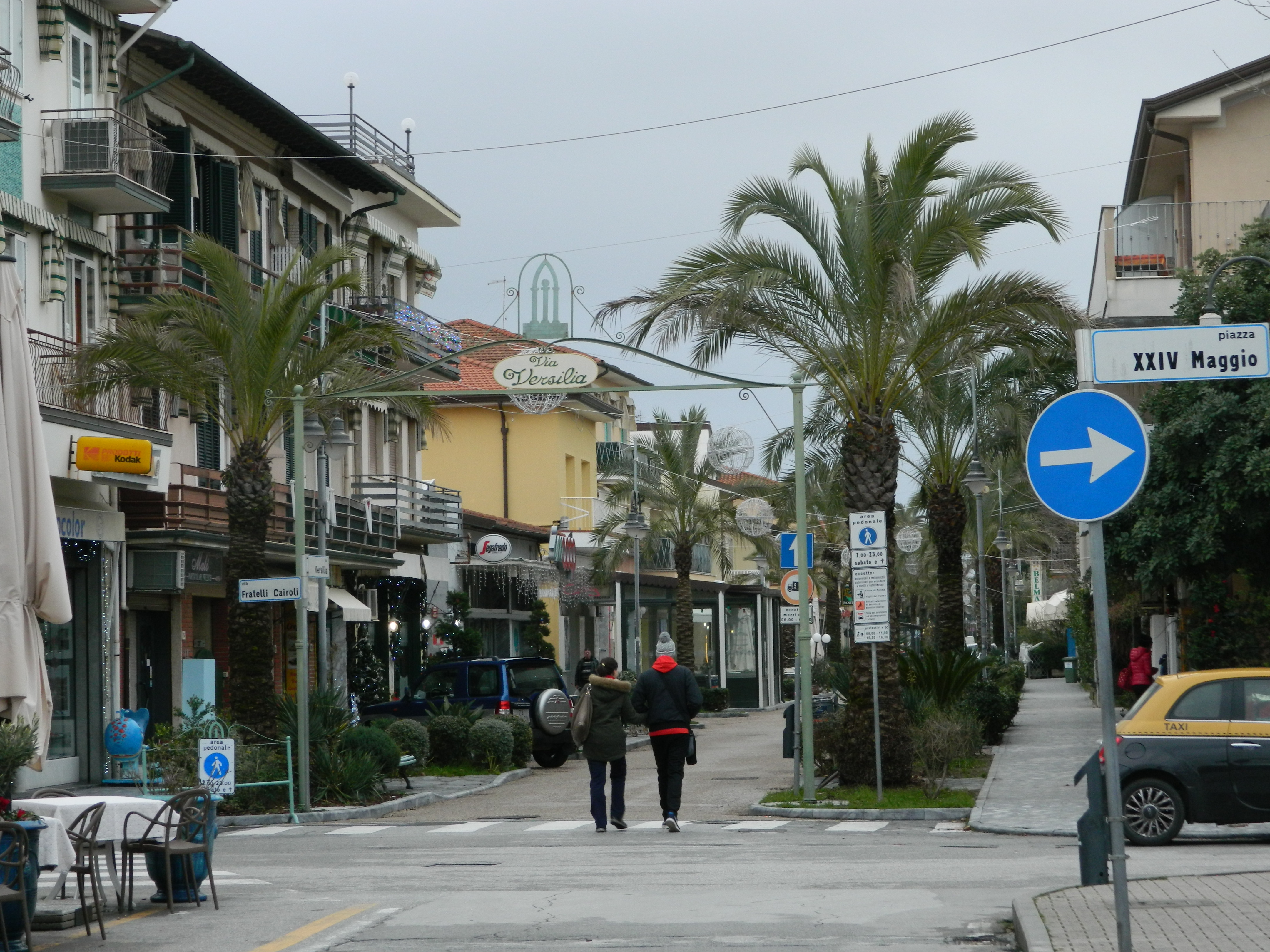
Via Versilia

L’economia si basa sul turismo balneare, iniziato già a partire dagli anni venti del Novecento e ripreso dopo la seconda guerra mondiale.

Gli stabilimenti balneari all’inizio erano semplici capanne collocate sulla spiaggia, finché non divennero moderne stazioni turistiche dotate di cabine, tende e ombrelloni.

## Festival e tradizioni
Nei primi giorni di giugno si festeggia il patrono Sant’Antonio da Padova con la “benedizione del mare”, una ricorrenza religiosa che nasce nel 1933, anno in cui la Chiesa venne dedicata al santo. La festività viene celebrata nella chiesa parrocchiale di Sant’Antonio da Padova in Tonfano: il sagrato della chiesa viene decorato con fiori, e si ritiene che la benedizione di mare e imbarcazioni porti protezione alle zone marittime, ai suoi abitanti e natanti.
La fiera di “Marina in fiore”, invece, si svolge nel mese di maggio per accogliere la stagione primaverile.

La maggior parte dei banchetti allestiti lungo via Versilia e viale Carducci vendono fiori e piante, però si trovano anche stand di gastronomia, banchetti di libri usati e diversi tipi di prodotti artigianali.

## Luoghi storici e di interesse

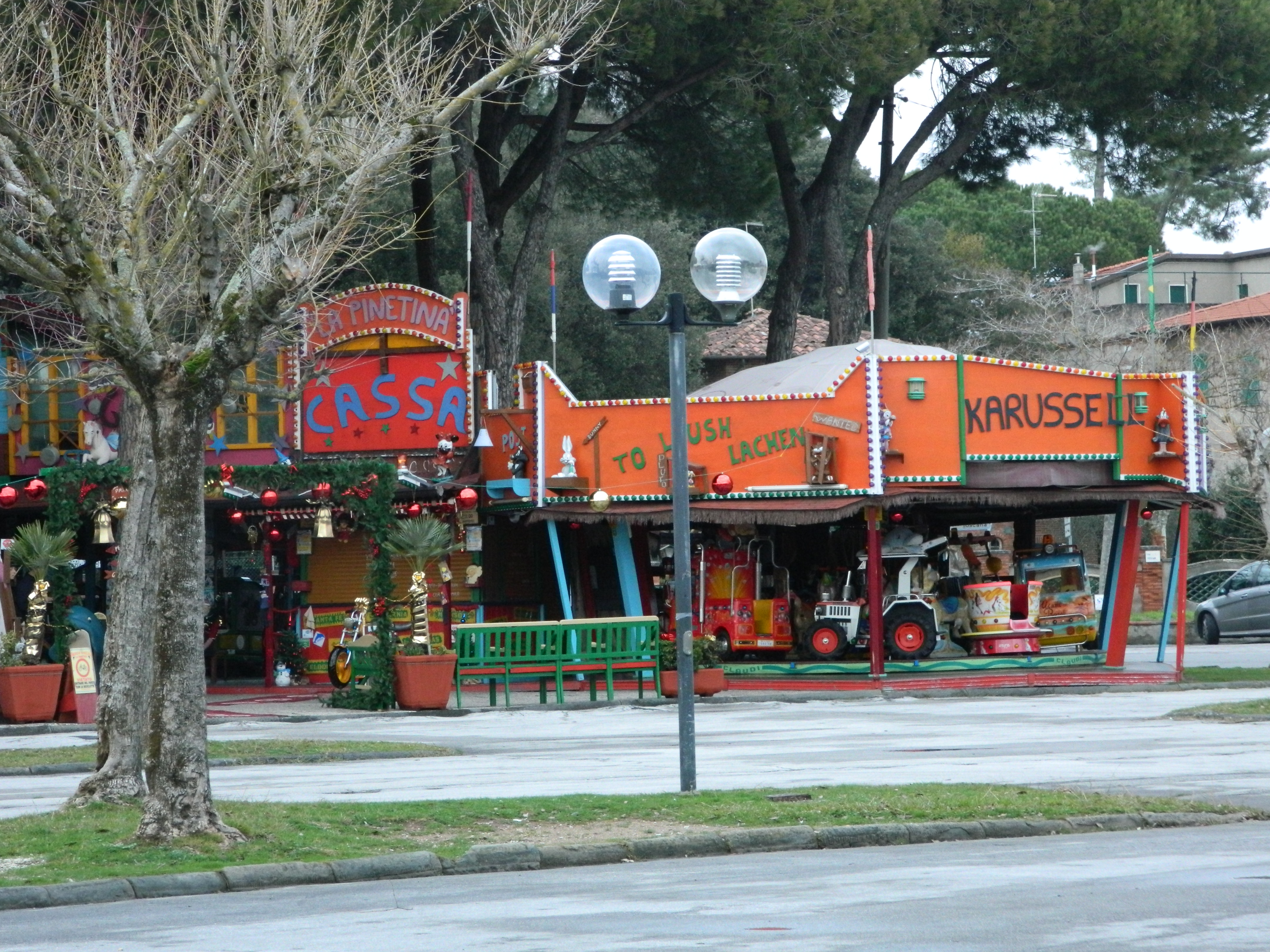
La Pinetina

Il Caffè Margherita, situato all’inizio di via Versilia, è un bar storico del Novecento. Da bar è diventato prima trattoria e poi albergo, infine ristorante per cene e aperitivi.
Avvicinandosi a via Catalani si incontra “la Pinetina”, lo storico parco divertimenti di Tonfano che, soprattutto nei mesi estivi, attrae molti bambini e ragazzi.

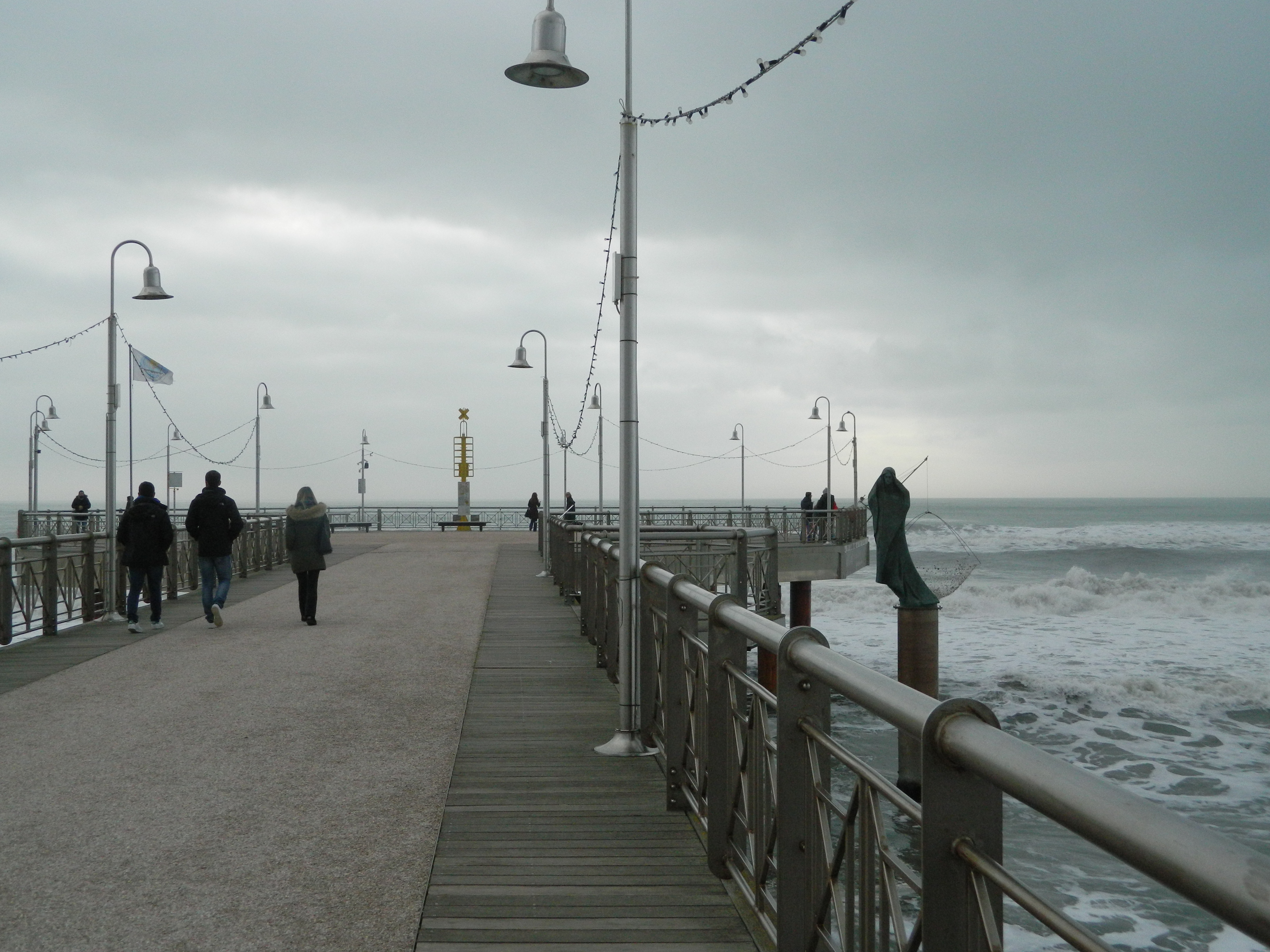
Pontile di Tonfano in una giornata invernale

La principale attrazione di Tonfano è il pontile: costruito a scopo turistico e ricreativo, è lungo 380 metri, 214 a mare, ed è largo 5,64. I lavori iniziarono nel dicembre 2003 e proseguirono nell’autunno 2005. Il pontile venne inaugurato il 14 giugno 2008.
 Sul pontile sono collocate varie sculture, in onore alla vocazione artistica della città di Pietrasanta; termina in una piazza decagonale di 800 mq. Nello spazio antistante il pontile è presente una grande piazza che ha al centro una sontuosa fontana.
Prima della sua edificazione, Tonfano era già provvisto di un piccolo pontile in legno, che però, durante la seconda guerra mondiale fu fatto saltare in aria dai tedeschi, spaventati dall’idea che potesse fungere da scarico merci.

## Infrastrutture e trasporti
La linea tranviaria fu edificata nei primi anni del Novecento e percorreva il tratto da via Versilia a viale Carducci passando sopra il ponte del Tonfano e raggiungendo Fiumetto e Forte dei Marmi spostandosi a nord, Motrone e Le Focette, spostandosi a sud.
Oggi il trasporto pubblico locale è affidato alla compagnia della CTT Nord.